# Evon Z. Vogt
Evon Zartman Vogt, Jr. (18 août 1918 – 13 mai 2004) est un anthropologue culturel américain surtout connu pour son travail auprès des Mayas Tzotzil du Chiapas, au Mexique.

## Biographie
Vogt Jr., est né à Gallup, Nouveau-Mexique, fils d'Evon Z. Vogt Sr. et Shirley Bergman. Il fréquente l'Université de Chicago grâce à une bourse et obtient son baccalauréat en géographie en 1941. Après avoir passé les années de la Seconde Guerre mondiale dans la Marine, Vogt retourne à l'Université de Chicago pour poursuivre des études supérieures. Il obtient sa maîtrise en 1946 et son doctorat en 1948.
Vogt commence comme instructeur au département des relations sociales de l'Université Harvard. Il est ensuite promu professeur et passe toute sa carrière à Harvard, occupant successivement les fonctions de président du département d'anthropologie, de co-maître de Kirkland House (avec sa femme Catherine C. Vogt) et de président du Centre d'études latino-américaines. Il dirige le projet Harvard-Chiapas, qui se concentre sur les Mayas Tzotzil indigènes des hautes terres centrales du Chiapas, au Mexique.
Vogt est l'auteur de nombreux articles et de 19 livres. Il est membre de l'Académie américaine des arts et des sciences (1960), membre de l'Académie nationale des sciences (1979), membre de la Société américaine de philosophie (1999) et récipiendaire de l'Ordre de l'Aigle aztèque, la plus haute distinction décernée aux étrangers par le gouvernement mexicain,.
Vogt est décédé le 13 mai 2004 à Cambridge, Massachusetts.

## Publications
- 1951 Navaho Means People. Harvard University Press, avec Clyde Kluckhohn, photos de Leonard McCombe.
- 1955 Modern Homesteaders, The Life of a Twentieth-Century Frontier Community. Belknap Press (de Harvard University Press).
- 1959 Water Witching USA. Presses de l'Université de Chicago, avec Ray Hyman.
- 1966 People of Rimrock; a study of values in five cultures. Harvard University Press, édité par Evon Z. Vogt et Ethel M. Albert
- 1969 Zinacantan: A Maya Community in the Highlands of Chiapas. Cambridge : The Belknap Press (de Harvard University Press).
- 1976 Tortillas for the Gods: A Symbolic Analysis of Zinacanteco Rituals. Cambridge : Presses universitaires de Harvard.
- 1979 Reader in Comparative Religion: An Anthropological Approach. Allyn & Bacon; 4e édition (20 janvier 1997) avec William A. Lessa.
- 1994 Fieldwork Among the Maya: Reflections on the Harvard Chiapas Project. Albuquerque : Presses de l'Université du Nouveau-Mexique.